# Clusone
Clusone é uma comuna italiana da região da Lombardia, província de Bérgamo, com cerca de 8.148 habitantes. Estende-se por uma área de 25 km², tendo uma densidade populacional de 326 hab/km². Faz fronteira com Gandino, Oltressenda Alta, Parre, Piario, Ponte Nossa, Rovetta, Villa d'Ogna.

## Demografia
| Variação demográfica do município entre 1861 e 2011                               |
|                                                                                   |
| Fonte: Istituto Nazionale di Statistica (ISTAT) - Elaboração gráfica da Wikipedia |